# 보르조미카라가울리 국립공원

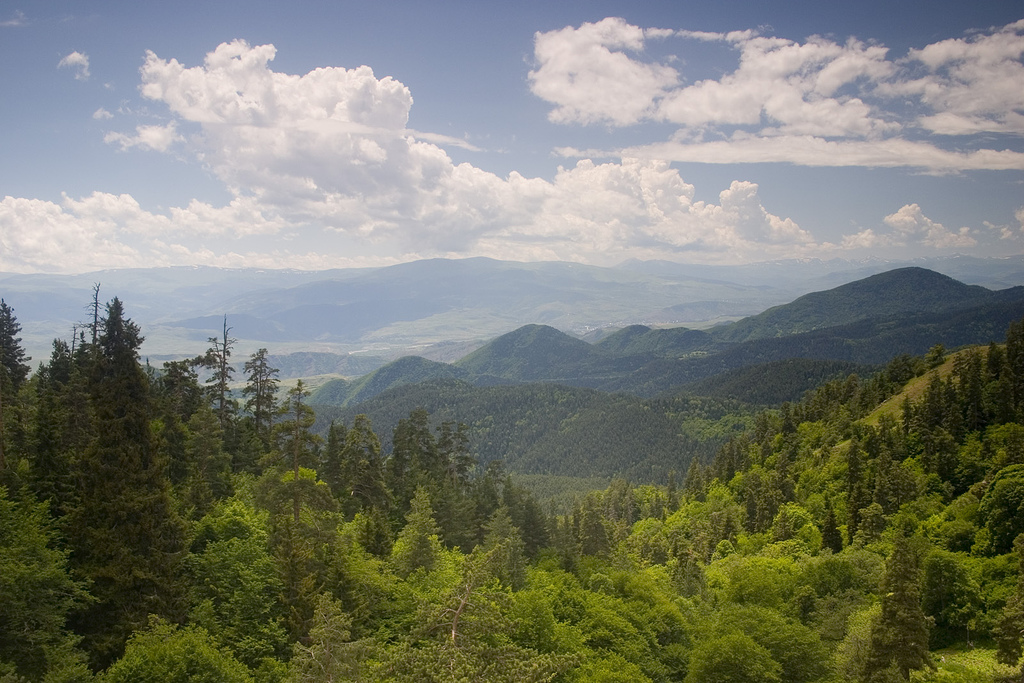

보르조미카라가울리 국립공원(Borjomi-Kharagauli National Park, BKNP)은 조지아 중부, 국가 수도 트빌리시 남서쪽, 말리캅카스산맥 지역에 위치한 삼츠헤자바헤티주에 있는 보호 지역이다. 이 생태지역은 캅카스 혼합림 지역이다.
조지아에서 가장 큰 국립공원 중 하나인 보르조미카라가울리 국립공원에는 보르조미(Borjomi), 카라가울리(Kharagauli), 아할치케(Akhaltsikhe), 아디게니(Adigeni), 카슈리(Kashuri), 바그다티(Baghdati) 등 6개 지방자치체가 포함되어 있으며 보르조미 리조트에서 카라가울리(Kharagauli) 마을까지 뻗어 있다. 인접한 보르조미 자연보호구역(Borjomi Nature Reserve)을 합하면 총 면적은 851평방킬로미터로 조지아 전체 영토의 1 % 이상이다. 이 공원은 1995년에 설립되었으며 2001년에 공식적으로 개장되었다.
이곳의 특별한 독창성은 지리적, 생태학적 지역, 풍경, 역사적 기념물, 풍부한 동식물군이 다양하다는 것이다. 이 공원은 관광 인프라를 빠르게 발전시키고 있다.